# Søndre Land
Søndre Land è un comune norvegese della contea di Innlandet.